# Кипелов (група)
Кипелов е руска рок група, основана от Валерий Кипелов след напускането му на Ария на 1 септември 2002 г.

## История
На 31 август 2002 г., след концерт на Ария на Лужники, Валерий Кипелов напуска групата поради скандал с Владимир Холстинин и Виталий Дубинин. Кипелов основава собствена група, привличайки колегите си от Ария Сергей Терентиев и Александър Манякин. Съставът е допълнен от Алексей Харков (бас китара) и Сергей Маврин (китара). Групата изпълнява предимно песни от албума на Кипелов и Маврин „Смутное время“ от 1997 г. Също така в репертоара на Кипелов са някои от ранните хитове на Ария, като „Тореро“, „Воля и разум“, „Здесь куют металл“ и „Встань, страх преодолей“. През 2003 г. групата издава концертен албум, озаглавен „Путь Наверх“. В него са изпълнени песни на Ария, композирани от Кипелов, Маврин и Терентиев. В края на годината Терентиев напуска групата и основава „Артерия“. На негово място е поканен Андрей Гоновалов от Легион.
В началото на 2004 г. е издаден сингълът „Вавилон“, а групата получава награда на руската версия на MTV за най-добра рок група на годината. Албумът „Путь Наверх“ е преиздаден, като са добавени песните „Вавилон“ и презаписана версия на „Смутное время“. Скоро след това Сергей Маврин напуска Кипелов и се съсредоточава върху собствената си група. Вместо Маврин китарист става Виктор Смолский, свирещ в немската група Рейдж. Въпреки че участва като гост музикант, Смолский участва в записите на дебютния албум на групата „Реки времен“. Кипелов изнася съвместен концерт с Рейдж, като Смолский свири и в двете групи.
През февруари 2006 г. Смолский се завръща в Рейдж, а новият китарист на Кипелов е Вячеслав Молчанов. Заснет е клип към песента „На сейчас“. През октомври 2007 г. на концерт на Лужники са представени песните „Монолог“ и „Никто“ (от албума на Marghenta, където Кипелов участва като гост-изпълнител). Групата получава награда за най-добро изпълнение на живо, а Валерий Кипелов печели награда на A-One в категория „Отцы рока“.
През 2009 г. излиза сингълът „На грани“, съдържащ едноименната песен и акустични версии на „Я здесь“ и „Ночь в июле“. Сингълът е представен през март в клуба „Б1 Maximum“. През 2011 г. излиза вторият албум на Кипелов – „Жить вопреки“. През лятото на 2011 г. групата участва на фестивала Рок над Волга, където изпълнява песента „Я здесь“ в дует с Таря Турунен. В края на 2011 г. албумът „Жить вопреки“ е избран за албум на годината от потребителите на NEWSmusic.ru. През декември 2012 г. групата изнася юбилеен концерт по случай 10 години от създаването си.

## Дискография

### Албуми
- Реки времен – 2005
- Жить вопреки – 2011
- Звезды и кресты – 2017

### Сингли
- Вавилон – 2004
- На грани – 2009
- Отражение – 2013

### Концертни албуми
- Путь наверх – 2003
- Москва 2005 – 2006
- V лет – 2008
- X лет. Крокус Сити Халл – 2013